# فولویو مینگوتسی
فولویو مینگوتسی (ایتالیایی: Fulvio Mingozzi؛ ‏ ۶ اکتبر ۱۹۲۵ – ۱۹ سپتامبر ۲۰۰۰) بازیگر اهل ایتالیا بود.
از فیلم‌هایی که وی در آن نقش داشته‌است، می‌توان به هفت ضربدر هفت، پیرینوی باحال، شب‌های گرم دکامرون، دو قلب، یک نیایشگاه، اینگرید فاحشه خیابانی، سوسپیریا، چهار مگس روی مخمل خاکستری، پرنده‌ای با بال‌های بلورین، گربه نه‌دم، بادی به غرب می‌رود، ساتیریکون، آدوا و دوستان، پدیده، قرمز تیره، تخم چشم، زن ضربدر هفت، ظلمت، کورلئونه و پلی متل اشاره کرد.